# Isaac Fe'aunati
Isaac Fe'aunati (Wellington, 23 de julio de 1973) es un entrenador y exjugador de rugby neocelandés que representaba a Samoa a nivel internacional. Disputó la Copa Mundial de Rugby de 1999.

## Trayectoria
Fe'aunati jugó en el club neocelandés Marist St Pats hasta que en septiembre de 1995 fue fichado por el Melrose RFC de la Scottish Premiership, equipo con el cual se consagraría campeón de la temporada 1995-96 antes de retornar a su país. Durante ese periodo ganó tres veces la Jubilee Cup, jugó con los Wellington Lions en el National Provincial Championship y con los Crusaders en el Súper Rugby 1997.
En enero de 1998 se incorporó al London Irish, iniciando así una carrera como jugador de la Premiership Rugby de Inglaterra que duraría más de una década y lo llevaría a vestir las camisetas de Rotherham, Leeds Tykes y Bath Rugby. Su último logro como jugador fue la conquista de la European Challenge Cup 2007-08.
Tras su retiro como jugador profesional se convirtió en entrenador de rugby. Trabajó para la Bishop Vesey's Grammar School de Royal Sutton Coldfield, entrenando a los equipos juveniles de la institución.

## Selección nacional
Por su herencia samoana, Fe'aunati resultó elegible para jugar con los seleccionados de Samoa Occidental.
Hizo su debut en 1996, en un test match ante Irlanda.
Disputó la Copa del Mundo de Rugby 7 de 1997 -donde su equipo alcanzó las semifinales- y la Copa Mundial de Rugby de 1999 -en la que los samoanos fueron eliminados durante la primera ronda de los play-offs-. Su última experiencia representando a Samoa fue en la Pacific Nations Cup 2006.

## Vida personal
Interpretó a Jonah Lomu en la película Invictus de 2009 dirigida por Clint Eastwood.
Es padre de Maddie Fe'aunati, una jugadora profesional de rugby que representa a Inglaterra a nivel internacional.